# Natação artística no Campeonato Europeu de Esportes Aquáticos de 2022 - Rotina de destaque
A prova da rotina de destaque da natação artística no Campeonato Europeu de Esportes Aquáticos de 2022 ocorreu no dia 12 de agosto no Foro Italico, em Roma na Itália.

## Calendário
| Fase  | Data         | Hora  |
| ----- | ------------ | ----- |
| Final | 12 de agosto | 17:00 |

Todos os horários estão no horário local (UTC+1)

## Medalhistas
| Ouro | Prata | Bronze |
| Ucrânia · Maryna Aleksiiva · Vladyslava Aleksiiva · Olesia Derevianchenko · Marta Fiedina · Veronika Hryshko · Sofiia Matsiievska · Daria Moshynska · Anhelina Ovchynnikova · Anastasiia Shmonina · Valeriya Tyshchenko | Itália · Domiziana Cavanna · Linda Cerruti · Costanza Di Camillo · Costanza Ferro · Gemma Galli · Marta Iacoacci · Marta Murru · Enrica Piccoli · Federica Sala · Francesca Zunino | França · Camille Bravard · Manon Disbeaux · Ambre Esnault · Laura Gonzalez · Mayssa Guermoud · Maureen Jenkins · Romane Lunel · Eve Planeix · Charlotte Tremble · Mathilde Vigneres |

## Resultado final
Esse foi o resultado da final.
| Pos.              | Nacionalidade | Nadadoras | Pontos  |
| ----------------- | ------------- | --- | ------- |
| Medalha de ouro   | Ucrânia       | Maryna Aleksiiva Vladyslava Aleksiiva Olesia Derevianchenko Marta Fiedina Veronika Hryshko Sofiia Matsiievska Daria Moshynska Anhelina Ovchynnikova Anastasiia Shmonina Valeriya Tyshchenko | 94.0667 |
| Medalha de prata  | Itália        | Domiziana Cavanna Linda Cerruti Costanza Di Camillo Costanza Ferro Gemma Galli Marta Iacoacci Marta Murru Enrica Piccoli Federica Sala Francesca Zunino                                     | 91.7000 |
| Medalha de bronze | França        | Camille Bravard Manon Disbeaux Ambre Esnault Laura Gonzalez Mayssa Guermoud Maureen Jenkins Romane Lunel Eve Planeix Charlotte Tremble Mathilde Vigneres                                    | 89.2000 |
| 4                 | Hungria       | Anna Apáthy Niké Barta Linda Farkas Boglárka Gács Lilien Götz Hanna Hatala Szabina Hungler Cintia Makai Léna Szórát Blanka Taksonyi                                                         | 78.5667 |